# Park Narodowy Kuapnit Balinsasayao
Park Narodowy Kuapnit Balinsasayao – park narodowy położony na Filipinach, w regionie Wschodnie Visayas, w prowincji Leyte, na wyspie Leyte. Zajmuje powierzchnię 364 ha.
Jest to obszar chroniony w ramach Krajowego Zintegrowanego Systemu Obszarów Chronionych (NIPAS), który został ustanowiony dnia 16 kwietnia 1937 roku w Proclamation No. 142.

## Położenie
Park położony jest w centralnej części wyspy Leyte. W pobliżu parku położone są miejscowości Abuyog i Baybay.

## Fauna
Park obejmuje część pasma górskiego Anonang-Lobi, w którym występują takie gatunki ptaków jak małpożer, wojownik filipiński, wyspiarek płowobrzuchy, kakadu filipińska, puchacz kreskowany, łowczyk złotobrewy, zimorodek filipiński, Alcedo argentata, Eurylaimus samarensis, kurtaczek sinopierśny, muchołówka białopióra, czy zielenik żółtopióry.

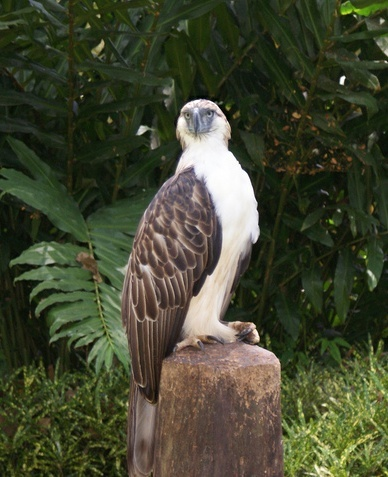
Małpożer
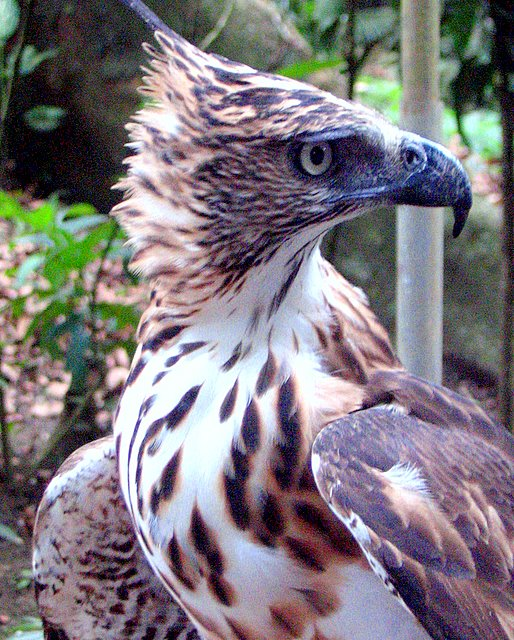
Wojownik filipiński
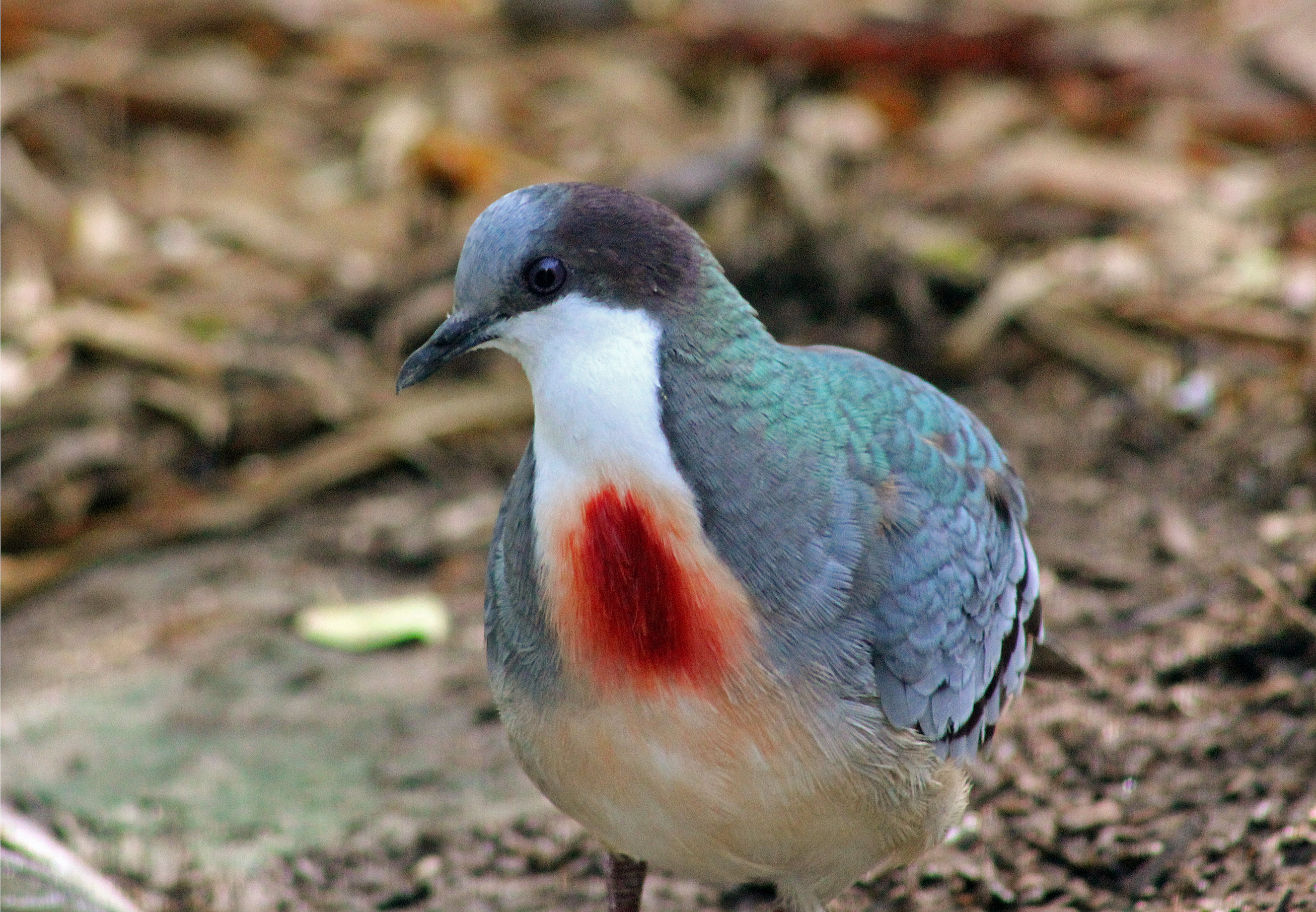
Wyspiarek płowobrzuchy
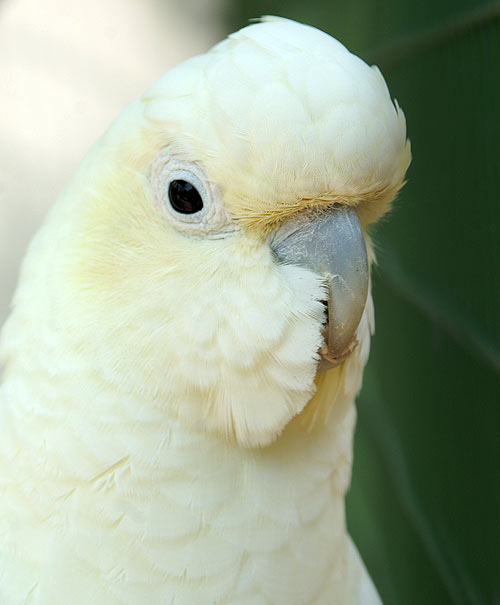
Kakadu filipińska
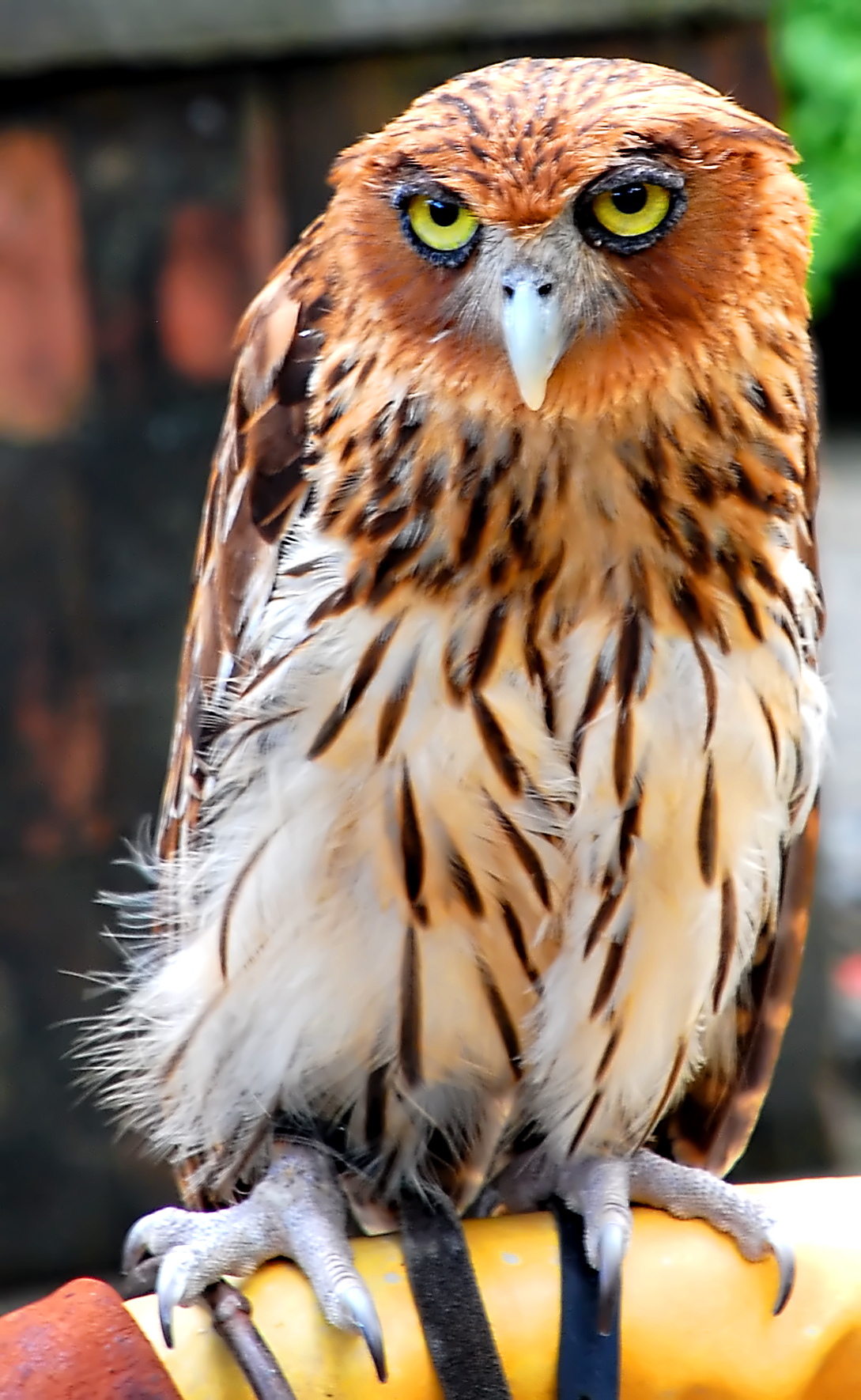
Puchacz kreskowany